# Greenheart Games
Greenheart Games — независимый разработчик видеоигр, основана в июле 2012 года братьями Патриком и Даниэлем Клуг. Game Dev Tycoon, это экономический симулятор, является первой и единственной игрой этой компании. Следующая игра этой компании находится в разработке.

## История
Greenheart Games была основана в июле 2012 года, двумя братьями Патриком и Даниэлем Клуг. К моменту создания своей собственной студии у разработчиков не было опыта в геймдеве вообще. Первой игрой студии стал симулятор разработчика видеоигр Game Dev Tycoon, первые задумки о создании игры посетили разработчиков в октябре 2011, в том же году, в декабре разработчики решили пересмотреть игру полностью. В июне 2012 года появилась предварительная версия их первого проекта в магазине Windows, также в декабре вышел полноценный проект.
В 2015 году разработчики объявили о том что работают над новой игрой и в декабре 2016 анонсировали свой новый проект Tavern Keeper.

## Игры
| Год  | Игра            | Платформа                                                      |
| ---- | --------------- | -------------------------------------------------------------- |
| 2013 | Game Dev Tycoon | Windows, Windows RT, Mac OS X, Linux, Android, Nintendo Switch |
| TBA  | Tavern Keeper   | Windows                                                        |